# La Soledad, Pueblo Nuevo
La Soledad är en ort i Mexiko.   Den ligger i kommunen Pueblo Nuevo och delstaten Guanajuato, i den centrala delen av landet, 260 km nordväst om huvudstaden Mexico City. La Soledad ligger 1 706 meter över havet och antalet invånare är 558.
Terrängen runt La Soledad är en högslätt. Runt La Soledad är det ganska tätbefolkat, med 239 invånare per kvadratkilometer. Närmaste större samhälle är Irapuato, 14,8 km norr om La Soledad. Trakten runt La Soledad består till största delen av jordbruksmark.